# Le Cirque bleu
Le Cirque bleu est un tableau réalisé par Marc Chagall en 1950-1952. Cette peinture à l'huile sur toile de lin représente notamment une acrobate, un cheval vert et un poisson. Partie des collections du musée national d'Art moderne, à Paris, elle est conservée en dépôt au musée Marc-Chagall, à Nice.